# Октябрьская (деревня, Кировская область)
Октя́брьская — деревня в Верхнекамском районе Кировской области России. Входит в состав Лесного городского поселения. Деревня находится в стадии закрытия.

## География
Деревня находится на северо-востоке Кировской области, в северо-западной части Верхнекамского района, к востоку от реки Сысола. Абсолютная высота — 215 метров над уровнем моря.
Расстояние до районного центра (города Кирс) — 84 км.

## Население
По данным Всероссийской переписи, в 2010 году численность населения деревни составляла 8 человек (5 мужчин и 3 женщины).